# دمون بركات (وشحة)

تعديل مصدري - تعديل

دمون بركات هي إحدى قرى عزلة بنى سعد بمديرية وشحة التابعة لمحافظة حجة، بلغ تعداد سكانها 82 نسمة حسب تعداد اليمن لعام 2004.